# Adolf Bachrach
Adolf Bachrach (* 27. Dezember 1853 in Sternberg, Mähren; † 18. April 1932 in Wien; von 1915 bis 1919: Adolf Edler von Bachrach) war ein österreichischer Rechtsanwalt.

## Leben
Bachrachs Eltern waren der Ökonom und Bierbrauer Sigmund Bachrach und dessen Frau Franziska, geb. Kornitzer. Adolf Bachrach besuchte das Untergymnasium der Piaristen in Kremsier und das staatliche Obergymnasium in Troppau. Ab 1873 studierte er Jus an der Universität Wien. Dort wurde er Präsident der damals größten Studierendenorganisation Wiens, der Akademischen Lesehalle. Er schloss sein Studium als Doktor der Rechte ab.
Bachrach arbeitete zunächst in der Finanzprokuratur. Ab 1879 war er als Verteidiger in Strafsachen tätig. Er war seit 1880 mit Louise Bachrach verheiratet. Adolf Bachrach gründete 1885 gemeinsam mit Leopold Florian Meissner eine Anwaltskanzlei in Wien, die er nach Meissners Tod alleine weiterführte. Die Kanzlei, in der auch Bachrachs Schwiegersohn Paul Abel arbeitete, entwickelte sich zu einer der bekanntesten der Hauptstadt.
Zu Bachrachs Spezialgebieten gehörten das Handelsrecht, das Staatsrecht und das Fürstenrecht. Er war juristischer Berater des Hauses Habsburg, darunter von Kaiser Franz Joseph, Kaiser Karl und besonders der Linie Habsburg-Toskana. So war er etwa für die Todeserklärung des verschollenen früheren Erzherzogs Johann Orth zuständig. Er arbeitete auch für König Ferdinand I. von Bulgarien und Prinz Philipp von Sachsen-Coburg und Gotha, für letztgenannten im Eheskandal mit Louise von Belgien.
Zudem wirkte er jahrelang als Mitglied des Disziplinarrats der Niederösterreichischen Anwaltskammer und als Anwaltsrichter im Disziplinarsenat des Obersten Gerichtshofs. Er gehörte den Verwaltungsräten mehrerer Gesellschaften an, darunter die Österreichische Telephonfabrik AG, die Ariadne Draht- und Kabelwerke AG und die Bachwitz AG.
Bachrach veröffentlichte zahlreiche Aufsätze zu rechtlichen Fragen, die sich an ein breites Publikum richteten. Viele seiner Schriften, darunter Österreichisch-ungarisches Eherecht (1912) und Verschuldensfrage und Einigung der Ehegatten im Ehestreite (1921), waren dem österreichischen Eherecht und dessen Reform gewidmet. In Recht und Phantasie (1912) kritisierte er die Freirechtsschule. Er setzte sich außerdem gegen die Wiedereinführung der Todesstrafe in Österreich ein.
Er wurde 1915 mit dem Prädikat Edler in den Adelsstand erhoben. Er trug die Titel eines herzoglich-sächsischen Geheimen Justizrats und österreichischen Regierungsrats. Adolf Bachrach starb im Alter von 78 Jahren und wurde am Wiener Zentralfriedhof bestattet. Nach ihm wurde 1959 die Bachrachgasse in Wien-Kagran benannt.